# Nyehusen
Nyehusen är en bebyggelse och ett fritidshusområde i Åhus distrikt i Kristianstads kommun i Skåne län, belägen vid Hanöbukten några kilometer söder om Yngsjö och Åhus och norr om Olseröd.
Nyehusen var 1990 en småort med 97 invånare. När Nyehusen 1995 växte samman med Furuboda gjordes ett namnbyte i SCB:s statistik till "Nyehusen och Furuboda". 2005 räknades orten som en fritidshusområde med namnet Nyehusen för att 2015 åter tillsammans med Furuboda klassas som tätort och åter med namnet Nyehusen och Furuboda.
Vid Nyehusen har Helge å sitt södra utlopp, även kallat Gropahålet. Här ligger Martins rökeri med camping och fanns tidigare försäljning av rökt ål och lax med olika smaker. Sedan 2020 har fiskförsäljningen avvecklats och istället finns här nu ett café.
Kuststräckan mellan Åhus och Kivik kallas för Ålakusten eftersom ålfisket präglar fisket. Sträckan är indelad i åladrätter som gav rätt att fiska ål. Än i dag finns många ålabodar där man på höstarna har ålagillen.
De goda badmöjligheterna med en mycket lång sandstrand lockar många badsugna. I sanddynerna ligger många sommarstugor, varav en del utnyttjas även för permanentboende.

## Befolkningsutveckling
| Befolkningsutvecklingen i Nyehusen/Nyehusen och Furuboda 1990–2020 | Befolkningsutvecklingen i Nyehusen/Nyehusen och Furuboda 1990–2020 | Befolkningsutvecklingen i Nyehusen/Nyehusen och Furuboda 1990–2020 | Befolkningsutvecklingen i Nyehusen/Nyehusen och Furuboda 1990–2020 | Befolkningsutvecklingen i Nyehusen/Nyehusen och Furuboda 1990–2020 |
| --- | ------------------------------------------------------------------ | ------------------------------------------------------------------ | ------------------------------------------------------------------ | ------------------------------------------------------------------ |
| |                                                                    |                                                                    |                                                                    |                                                                    |
| År |                                                                    |                                                                    | Folkmängd                                                          | Areal (ha)                                                         |
| 1990 | 1990                                                               |                                                                    | 97                                                                 | 27#                                                                |
| 1995 | 1995                                                               |                                                                    | 199                                                                | 186#                                                               |
| 2000 | 2000                                                               |                                                                    | 191                                                                | 188#                                                               |
| 2005 | 2005                                                               |                                                                    | 218                                                                | 188#                                                               |
| 2010 | 2010                                                               |                                                                    | 234                                                                | 210#                                                               |
| 2015 | 2015                                                               |                                                                    | 271                                                                | 238                                                                |
| 2020 | 2020                                                               |                                                                    | 310                                                                | 269                                                                |
| Anm.: Sedan 1995 sammanvuxen med grannorten Furuboda, därav namnbyte till "Nyehusen och Furuboda" samma år. 2005–2010 var andelen fritidshus för stor för att orten skulle räknas som tätort. Ny tätort 2015 återämnd enbart "Nyehusen och Furuboda". # Som småort. |                                                                    |                                                                    |                                                                    |                                                                    |

## Fotnoter
1. ↑  ”Drätt” syftar på fiskemetoden och kommer från ordet ”dra”.[6]